# Städtisches Hochhaus (München)

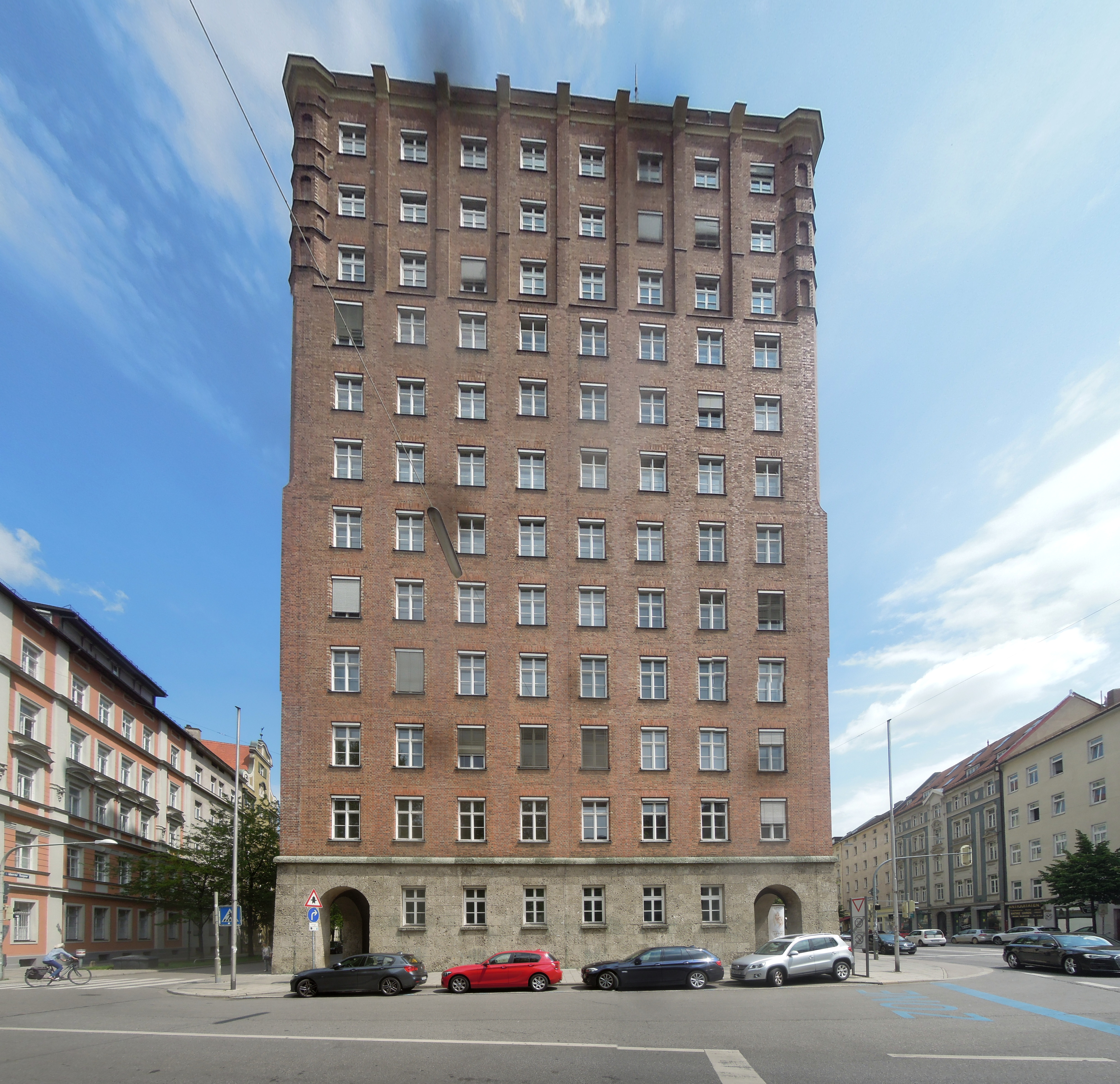
Frontansicht

Das Alte Technische Rathaus, amtliche Bezeichnung Städtisches Hochhaus, ist ein kommunales Dienstgebäude der Stadtverwaltung München und heute Sitz des Referates für Stadtplanung und Bauordnung der Landeshauptstadt München. Es ist das älteste Hochhaus Münchens und wird von alteingesessenen Münchnern immer noch als „Das Hochhaus“ bezeichnet, obwohl es inzwischen mehr und vor allem höhere Hochhäuser gibt.

## Lage
Das Alte Technische Rathaus (Blumenstraße 28b) befindet sich in der historischen Altstadt südlich des Sendlinger Tores am Altstadtring / Blumenstraße, Einmündung „An der Hauptfeuerwache“.

## Geschichte
Die technischen Abteilungen der Stadtverwaltung München gewannen insbesondere nach dem Ersten Weltkrieg an Bedeutung; das bedeutete auch einen Zuwachs an Fachleuten und einen erhöhten Raumbedarf. Im Rahmen eines Wettbewerbes für die Bebauung des städtischen Grundstückes zwischen Blumenstraße und Unterer Anger, der 1919 ausgelobt wurde, entstand die Idee, alle technischen Abteilungen in einem Gebäude zu konzentrieren. Im Zuge dieses Wettbewerbes setzte eine intensive Diskussion um einen Hochhausbau in der Münchner Innenstadt ein. Diese Diskussion fand ihren Abschluss im Beschluss des Stadtrates vom 1. Februar 1921, der den Bau von Hochhäusern grundsätzlich erlaubte, sofern die Entwürfe das lokale Umfeld besonders berücksichtigen und das Hochhaus niedriger als die Türme der Frauenkirche (99 m) ist.
Im Rahmen des Wettbewerbes von 1919 erreichte Hermann Leitenstorfer für seinen Entwurf des Technischen Rathauses den ersten Preis. Leitenstorfer erhöhte seinen Entwurf für das städtische Verwaltungsgebäude um vier auf zwölf Stockwerke. Das nunmehr als Hochhaus einzustufende Gebäude bestimmte das Preisgericht 1928 zur Ausführung, da es seiner Meinung nach eine „willkommene Dominante im Stadtbild schaffen“ werde.
1928 erfolgte die Grundsteinlegung, bereits 1929 konnte das Hochhaus seiner Bestimmung übergeben werden. Zusammen mit dem 1924 begonnenen Nachbargebäude bildet das Alte Technische Rathaus eine organisatorische und bauliche, aber keine architektonische Einheit.
Bald benötigten aber die technischen Abteilungen der Stadtverwaltung mehr Räume, so dass weitere Dienststellen außerhalb des Alten Technischen Rathauses errichtet wurden. Erst mit der Eröffnung des Technischen Rathauses in Berg am Laim im Jahre 2000 sind wieder alle technischen Dienststellen in einem Gebäudekomplex zusammengefasst. Seitdem wird das bis dahin „Städtisches Hochhaus“ genannte Gebäude im öffentlichen Bewusstsein und im halbamtlichen Gebrauch „Altes Technisches Rathaus“ genannt.

## Architektur
Das Alte Technische Rathaus ist architektonisch in drei Einheiten gegliedert: den Sockel, die acht Hauptgeschosse und die vier Abschlussgeschosse, wovon eines als Attikageschoss ausgeführt ist.
Die acht Hauptgeschosse sind einfach gestaltet. Die rahmenlosen Fensteröffnungen lassen den Eindruck einer Lochfassade entstehen. Die Obergeschosse sind durch flache Strebepfeiler gegliedert, die Kanten abgefast und besitzen historisierende Gestaltungselemente. Das Attikageschoss mit seinen weit herausragenden Konsolsteinen fasst den Baukörper optisch ein. Dadurch korrespondiert der vollständig mit Blendziegeln verkleidete Bau mit der Frauenkirche.
Der Steinsockel aus Nagelfluh wirkt mit seinen Durchlässen festungsartig und sucht gleichzeitig eine Verbindung mit den polygonalen Enden der Abschlussgeschosse. Dadurch erinnert Hermann Leitenstorfer an das 1869 abgebrochene Angertor, auf dessen Grund das Hochhaus errichtet wurde.
Stilistisch ist das Alte Technische Rathaus dem Neuen Bauen zuzuordnen und gilt als wichtigstes Beispiel des Münchner Sonderweges im Neuen Bauen.

## Technische Daten
- Höhe: 45,5 m
- Stockwerke: 12

## Sonstiges
- Das Alte Technische Rathaus ist bis heute mit einem Paternosteraufzug ausgestattet. Dieser Aufzug ist sehr beliebt. Daher konnte der in München gegründete „Verein zur Rettung der letzten Personenumlaufaufzüge“ eine Änderung der Aufzugsverordnung erreichen, der ursprünglich eine Außerdienststellung der Paternosteraufzüge bis 2004 vorsah. Aufgrund einer Neufassung der Betriebssicherheitsverordnung durch die Bundesregierung zum 1. Juni 2015 wurde der Paternoster am 29. Mai 2015 außer Betrieb genommen. Aufgrund heftiger Proteste wurde dieser Teil der Verordnung am 24. Juni 2015 wieder zurückgenommen. Kurz darauf wurde der Paternoster wieder geöffnet, war dann allerdings aufgrund eines technischen Defektes fast ein Jahr außer Betrieb.[1] 2019 wurde er zwecks Generalsanierung stillgelegt; die Wiederinbetriebnahme erfolgte 2021.